# アエリタリア
アエリタリア（Aeritalia ）は、イタリア・トリノを本拠とした航空宇宙会社の一つ。元々の資産はフィアットの航空機部門（フィアット・アヴィアツィオーネ）とアエルフェール（Aerfer 、:旧IMAM）、サルモイラーギ（Salmoiraghi ）で、1969年に産業復興公社の管理下の国有会社として成立した。
1990年にセレーニア（Selenia ）と合併し、アレーニアとなった。
2002年には、宇宙部門のアレーニア・スパーツィオと航空機部門のアレーニア・アエロナウティカに分離した。

## 主な航空機
- F-104S（ライセンス生産）
- AMXインターナショナル AMX（アエルマッキ・エンブラエルとの共同開発）
- ATR 42
- アエリタリア G91
- アエリタリア G.222